# Bonifacio (Francia)
(Proverbio corso)
Bonifacio (pronuncia francese:  /bɔnifasjo/; in ligure bonifacino Bunifazziu; in corso Bunifaziu; in epoca romana Calcosalto) è un comune francese di circa 2.900 abitanti, situato nella Corsica meridionale, sullo stretto delle Bocche di Bonifacio che la separa dalla Sardegna. Appartiene al dipartimento della Corsica del Sud ed è il comune più meridionale della Francia metropolitana, esclusi quindi i dipartimenti d'oltremare.
Il paese è costruito attorno ad una profonda insenatura simile ad un piccolo fiordo circondato da pareti in calcare bianco, all'interno delle quali sono anche state scavate nel tempo vani di vecchie case e magazzini.
All'interno dell'insenatura si trova il porto, principalmente turistico, dal quale salpano anche i traghetti che collegano regolarmente la città alla vicina Sardegna con Santa Teresa di Gallura (OT) da cui dista 12 km che vengono percorsi in un'ora di traghetto.

## Storia

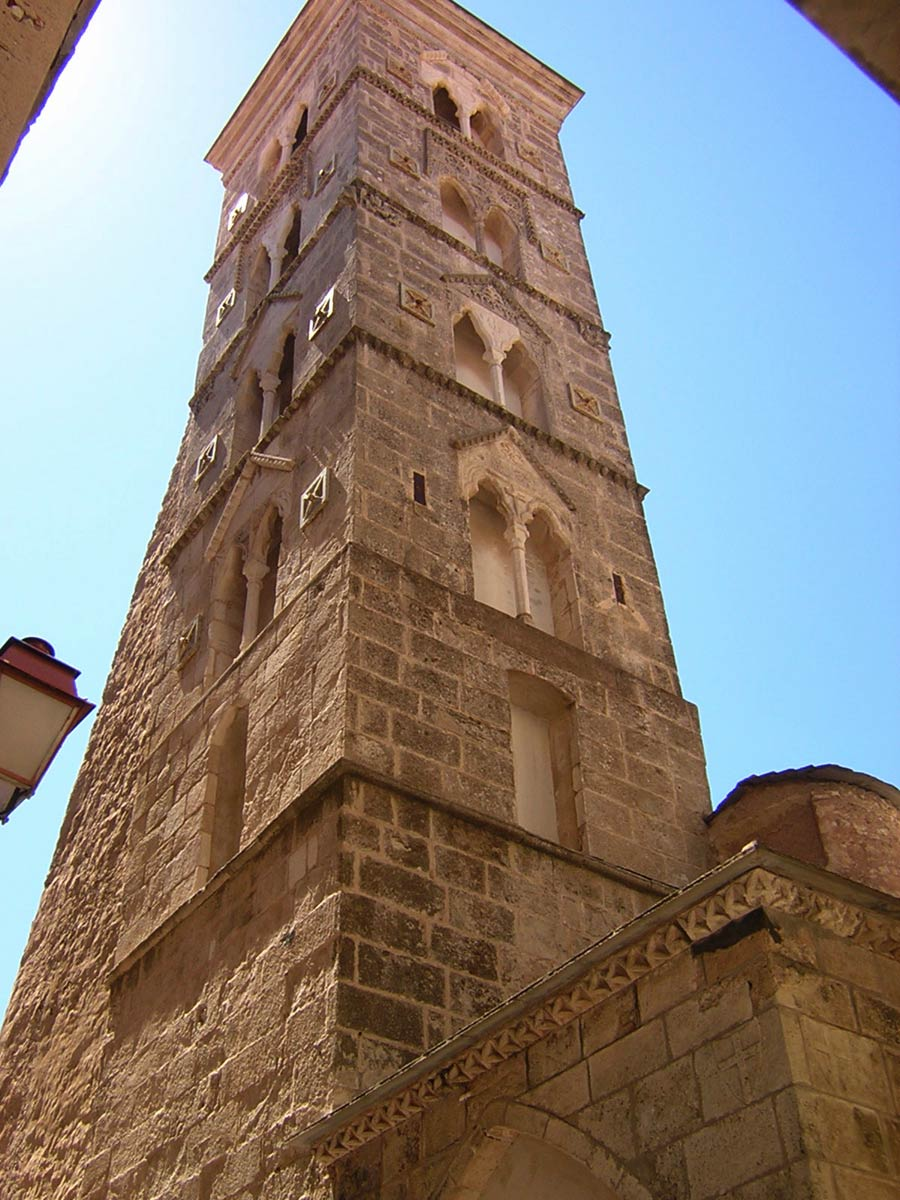
Torre campanaria in stile romanico-pisano della più antica chiesa di Bonifacio, Santa Maria Maggiore (XII secolo).

Il luogo dove ora sorge la città di Bonifacio era già abitato all'incirca 6.500 anni fa, data suggerita dal ritrovamento di reperti in una grotta lungo le sue alte scogliere.
In seguito all'interno della baia, l'insediamento fu occupato da mercanti greci e militari romani; dopo di loro la città fu a lungo in mano ai pirati del Mar Mediterraneo.
La tradizione afferma che il nome le venne attribuito solamente in seguito, grazie a Bonifacio II di Toscana, signore di Lucca e protettore della Corsica, che nell'833 rifondò qui un villaggio a difesa dalle incursioni dei Saraceni.
Abitata da coloni toscani, per due secoli rimase sotto il controllo della Repubblica marinara di Pisa fino a quando, alla fine del XII secolo, passò sotto il controllo della Repubblica di Genova, che nel 1490 espulse tutti i coloni di origine toscana. Una leggenda narra che i genovesi entrarono in città nel 1195 approfittando di un matrimonio e dello stato di ebbrezza della popolazione.
Grazie alla sua posizione strategica sia dal punto di vista geografico (possibilità di controllo sulle bocche di Bonifacio), sia da quello topografico (la città vecchia è edificata su delle alte scogliere a picco sul mare ed è accessibile solo dall'interno del fiordo), i Genovesi la fecero divenire una fortezza inespugnabile.
Tra gli assalti maggiori si può ricordare quello portato dal re d'Aragona nel 1420, durato cinque mesi, durante il quale venne costruita una scala lungo la parete della scogliera per consentire l'approvvigionamento dell'acqua, chiamata scalinata del re d'Aragona.
Circa un secolo dopo, la città di Bonifacio fu teatro di un nuovo assalto, questa volta da parte dei francesi e dei turchi, i quali riuscirono a massacrare la popolazione anche aiutati da un'epidemia di peste che dilagò in città proprio in quegli anni.
La città fu conquistata grazie all'inganno di un emissario genovese il quale permise che la guarnigione ritornasse sotto il dominio di Genova. Genova però la cedette alla Francia con il trattato di Versailles del 1768.
Nel 1793 Napoleone quando era ancora un giovane ufficiale, comandò per alcuni mesi la guarnigione del forte.
Giungendo ai giorni nostri, Bonifacio divenne luogo di rifugio di ricercati in fuga dalle coste sarde; oggi è invece una vivace cittadina turistica ricca di storia e dall'invidiabile collocazione geografica.

## Monumenti e luoghi d'interesse

### Architetture religiose
- Chiesa di Santa Maria Maggiore
- Chiesa di San Domenico

## Società

### Evoluzione demografica
Abitanti censiti

### Lingue e dialetti
A Bonifacio si parla la più antica varietà ancora in uso della parlata ligure: il bonifacino, dialetto genovese arcaico che corrisponde alla parlata importatavi dai coloni alla fine del XIII secolo.
Il bunifazin, malgrado i notevoli influssi corsi, si riconosce come ligure per la presenza dei principali tratti distintivi di questa lingua. La base della parlata sembra risalire alle varietà dialettali parlate in particolare nella Riviera di Ponente.
Oggi il bonifacino è in netto regresso nell'uso vivo, si calcola che rimangano solo circa 150 parlanti. Tuttavia, vi sono alcune iniziative volte al suo mantenimento e alla sua rivitalizzazione; tra queste iniziative vi è quella promossa in particolare dall'associazione culturale Di ghi di scé.

## Amministrazione

### Gemellaggi
- Morzine
- Avoriaz